# Кощеево (Кирилловский район)
Коще́ево — деревня в Кирилловском районе Вологодской области.
Входит в состав Николоторжского сельского поселения, с точки зрения административно-территориального деления — в Николо-Торжский сельсовет.
Расстояние по автодороге до районного центра Кириллова — 39 км, до центра муниципального образования Никольского Торжка — 14 км. Ближайшие населённые пункты — Гребенево, Чищино, Елтухово, Рукино, Власово.
По переписи 2002 года население — 25 человек (15 мужчин, 10 женщин). Преобладающая национальность — русские (96 %).